# コルチ器
コルチ器（コルチき、コルチ器官、ラセン器とも、Organ of Corti）とは、内耳にあり聴覚を司る蝸牛内を仕切る2つの膜のうち、基底膜の上に2種の有毛細胞を持つ感覚器官である。蝸牛軸に対しコルチ器は螺旋状に曲がっているため、ラセン器とも言われる。
主にリンパ液を伝わってきた音の振動を有毛細胞が感知し、聴細胞を興奮させて音の刺激を伝える器官である。
コルチ器の名称の由来は1851年、ヴュルツブルク大学の研究室で初めてヒトの内耳の構造を記述した、イタリアの外科医及び科学者のアルフォンソ・コルチが由来である。